# ستاد ميجسكي
ستاد ميجسكي (بالبولندية: Stadion Miejski) هو ملعب لكرة القدم يقع في مدينة خوجوف في بولندا، بُني في عام 1935، تبلغ السعة الأجمالية للمتفرجين حوالي 9,300 آلاف متفرج، و يعتبر المقر الرئيسي لنادي رتش شوروزو لكرة القدم.